# 딥맵
딥맵(DeepMap Inc.)은 팰로앨토에 본사를 둔 소프트웨어 회사로, 자율주행 차량용 고정밀(HD) 지도를 개발한다.
이 회사는 2016년 구글의 전 직원들과 애플의 베테랑들이 설립했다. 이 소프트웨어는 센서의 데이터를 사용하고 이를 "시스템에 연결된 모든 차량의 데이터"와 결합한다.

## 역사
딥맵은 2016년 캘리포니아주 팰로앨토에 설립되었으며, 자율주행 차량의 내비게이션을 돕기 위한 3D 매핑 소프트웨어를 개발한다. 설립자인 제임스 우와 마크 휠러는 구글 지도에서 함께 일했으며, 그전에는 애플과 바이두에서 근무했다. 우는 회사의 CEO가 되었고, 휠러는 최고기술책임자가 되었다. 또한 2016년에 회사는 초기 자금으로 700만 달러를 모금했다.
2017년 5월, 회사는 벤처 캐피탈 회사인 액셀(구 액셀 파트너스)과 앤드리슨 호로위츠, GSR 벤처스가 주도한 시리즈 A에서 2,500만 달러를 유치했다.
2018년 2월, 블룸버그는 회사가 포드 모터 컴퍼니 및 중국의 SAIC 모터와 협력하고 있다고 보도했다. 회사는 또한 마운틴뷰 (캘리포니아주)에 본사를 둔 혼다의 엑셀러레이터 혁신 프로그램과도 협력하고 있었다. 11월에는 독일 산업 회사인 보쉬의 로베르트 보쉬 벤처 캐피탈과 미국 칩 제조업체 엔비디아의 GPU 벤처스를 포함한 기존 투자자들과 함께 시리즈 B에서 6천만 달러를 유치했다. 이 자금 조달로 회사의 가치는 4억 5천만 달러로 평가되었다. 12월에는 샌프란시스코 기반의 모빌리티 플랫폼 제공업체 라이드셀(Ridecell)과 스웨덴 기반의 운송 회사 아인라이드와 딥맵의 HD 지도를 자율주행 차량에 통합하기 위한 계약을 발표했다. 아인라이드는 2019년 딥맵 소프트웨어를 사용하는 첫 번째 트럭을 배치했다.
2019년 2월, 뉴욕 타임스는 연구 회사 CB 인사이트가 딥맵을 10억 달러 '유니콘' 기업 가치를 향해 나아가고 있는 회사 목록에 포함했다고 보도했다. 이 회사는 2019년 11월 하버드 경영대학원의 사례 연구 "딥맵: 자율주행 차량의 미래를 개척하다(DeepMap: Charting the Road Ahead For Autonomous Vehicles)"에서 분석되었다.
2021년 6월, 엔비디아는 자사의 자율주행 차량 기술 플랫폼인 엔비디아 드라이브를 지원하기 위해 딥맵을 인수할 계획을 발표했다.

## 제품
딥맵은 도로의 변화를 실시간으로 반영하는 정밀도의 HD 지도를 개발한다. 디지털 카메라 이미지는 라이다(레이저 영상)와 결합되어 상세한 3D 지도를 구축하여 실시간 도로망 데이터를 나타낸다. 차선 및 장애물의 위치를 포함한 환경을 식별함으로써 로봇 운전자는 자신과 다른 차량의 위치를 실시간으로 파악할 수 있다. 지도는 차량의 센서가 데이터를 수집함에 따라 자동으로 업데이트되며, 지도는 다가오는 도로를 예측하는 데 도움을 준다. 회사는 자사의 지도를 "자율 로봇이 자신의 위치를 이해할 수 있도록 하는 '뇌의 일부'로 설명한다."
회사는 고객이 자신의 차량 데이터를 개인화된 HD 지도로 전송할 수 있도록 하드웨어 도구, 소프트웨어 솔루션 및 현장 데이터 수집 기능을 제공한다. 지도는 차량의 자율주행 시스템의 다른 부분과 통합되어 차량과 클라우드 간의 통신을 통해 대량의 HD 데이터를 처리한다.

## 운영
딥맵은 캘리포니아주 팰로앨토에 본사를 두고 있다. 제임스 우와 마크 휠러는 각각 최고경영자와 최고기술책임자를 맡고 있다. 이 회사의 COO는 웨이 루오이다.